# クリス・サランドン
クリス・サランドン（Chris Sarandon,1942年7月24日 - ）はアメリカ合衆国・ウェストバージニア州出身の俳優。ギリシャ系。

## 来歴
若いころから演劇や音楽に興味を持ち、10代のときにはバンドを組んで活動していた。ワシントンD.C.のThe Catholic University of Americaで演劇を学び、卒業後に様々な舞台に立つ。1968年にニューヨークに移り、翌年からテレビに出演しはじめる。1975年に出演した『狼たちの午後』でアル・パチーノの“妻”を演じ、アカデミー賞にノミネートされた。
近年はテレビ出演が多く、『ER緊急救命室』『フェリシティの青春』『シカゴホープ』『LAW & ORDER』などの人気テレビシリーズにもゲスト出演している。また、ブロードウェイの舞台にも積極的に出演している。

## 私生活
プライベートでは、大学在学中に、後に女優となったスーザン・サランドンと結婚するが後に離婚。2度目の結婚で3人の子供をもうけるが離婚。現在はカナダ出身の女優ジョアンナ・グリーソンと結婚している。

## 主な出演作品
- 狼たちの午後 Dog Day Afternoon (1975)
- リップスティック Lipstick (1976)
- さらばキューバ Cuba (1979)
- バイオレント・サタデー The Osterman Weekend (1983)
- フライトナイト Fright Night (1985)
- プリンセス・ブライド・ストーリー The Princess Bride (1987)
- チャイルド・プレイ Child's Play (1988)
- ニューヨークの奴隷たち Slaves of New York (1989)
- ナイトメアー・ビフォア・クリスマス The Nightmare Before Christmas (1993) 声
- 理由 Just Cause (1995)
- ボーデロ・オブ・ブラッド/血まみれの売春宿 Bordello of Blood, Tales from the Crypt Presents: Bordello of Blood (1996)
- PERFUMEパフューム Perfume (2001)
- 猟奇的な彼女 in NY My Sassy Girl (2008)
- フライトナイト/恐怖の夜 Fright Night (2011) 『フライトナイト』のリメイク、カメオ出演
- SAFE/セイフ Safe (2011)